# Philautus hosii
Philautus hosii là một loài ếch trong họ Rhacophoridae. Chúng được tìm thấy ở Indonesia, Malaysia, và có thể cả Brunei.
Môi trường sống tự nhiên của chúng là các khu rừng ẩm ướt đất thấp nhiệt đới hoặc cận nhiệt đới. Loài này đang bị đe dọa do mất môi trường sống.